# Myzomèle noir
Myzomela nigrita
Espèce
Statut de conservation UICN

 LC  : Préoccupation mineure
Le Myzomèle noir (Myzomela nigrita) est une espèce de passereaux de la famille des Meliphagidae.

## Habitat
Il habite les forêts humides tropicales et subtropicales en plaines.

## Répartition et sous-espèces
Cet oiseau est endémique de l'archipel de Nouvelle-Guinée.
Selon la classification de référence du Congrès ornithologique international (15.1, 2025) il se répartit en quatre sous-espèces :
- Myzomela nigrita steini Stresemann & Paludan, 1932 — Waigeo
- Myzomela nigrita nigrita Gray, 1858 — Meos Num
- Myzomela nigrita pluto Forbes, 1879 — îles d'Entrecasteaux
- Myzomela nigrita forbesi Ramsay,EP, 1880 — répandu